# Ratusz w Porto
Artykuł ten został zgłoszony do umieszczenia na stronie głównej w rubryce „Czy wiesz”.
Pomóż nam go sprawdzić: oceń zgłoszoną nominację.
Ratusz w Porto (port. Câmara Municipal do Porto lub Paços do Concelho do Porto) – reprezentacyjny budynek administracyjny miasta Porto, pełniący funkcję siedziby władz miejskich. Znajduje się pomiędzy Praça do General Humberto Delgado a Praça da Trindade, stanowiąc centralny punkt urbanistyczny miasta.

## Historia
Decyzja o budowie nowej siedziby władz miejskich zapadła w ramach reformy urbanistycznej Porto, zapoczątkowanej dekretem z 31 grudnia 1864 roku, który nakazywał modernizację miast takich jak Lizbona i Porto. Projekt budowy nowego ratusza został zatwierdzony w 1920 roku, a jego autorem był architekt António Correia da Silva, wspierany przez inżyniera Monteiro de Andrade. Po licznych przerwach w budowie, prace zakończono w 1957 roku pod kierownictwem architekta Carlosa João Chambersa Ramosa. Oficjalne otwarcie nastąpiło dokładnie 37 lat po wmurowaniu kamienia węgielnego.

## Architektura
Budynek ma formę trapezu o dominującej orientacji poziomej, z dwoma dziedzińcami wewnętrznymi i centralną wieżą o wysokości 70 metrów. Fasady wykonano z granitu z widoczną strukturą kamienia, a całość zwieńczona jest tarasem. Główna fasada, skierowana na południe, charakteryzuje się bogatą dekoracją, w tym atlantami podtrzymującymi balkon, kolumnami doryckimi, frontonami oraz rzeźbami przedstawiającymi postacie ludzkie. Na jej szczycie umieszczono dwanaście herbów dawnych parafii (port. freguesias) Porto.
Wieża centralna, zbudowana na masywnym fundamencie betonowym, zawiera zegar elektryczny z carillonem. Jej elewacje są symetryczne i podzielone na trzy poziomy, ozdobione m.in. festonami kwiatowymi i balkonami.

## Wnętrze
Wnętrze budynku składa się z sześciu kondygnacji, piwnicy oraz wieży. Najbardziej reprezentacyjne przestrzenie to parter (wejście, atrium, westybul i monumentalne schody) oraz trzecie piętro (Sala Sesji, gabinet prezydenta, Passos Perdidos). Atrium zdobią marmurowe rzeźby „Indústria” (Przemysł) i „Arte” (Sztuka) autorstwa Henrique Moreiry, a w tylnej części znajdują się trzy marmurowe popiersia przedstawiające mieszkańców Porto.
Monumentalne schody prowadzące na piętro reprezentacyjne wykonano z czarnego marmuru „Bencatel”. Na ich szczycie znajdują się freski Dórdio Gomesa, przedstawiające m.in. Alfonsa Zdobywcę (Początki Portugalii), Henryka Żeglarza (Ekspansja Geograficzna), Afonso Martinsa Alho (Ekspansja Handlowa) oraz Camilo Castelo Branco (Porto Romantyczne).
Reprezentacyjna Sala de D. Maria II, wykorzystywana jest do oficjalnych ceremonii i spotkań. Jej wystrój nawiązuje do stylu klasycystycznego, z eleganckimi detalami architektonicznymi i historycznymi odniesieniami do epoki panowania królowej Marii II. Sala ta stanowi ważny element dziedzictwa kulturowego budynku, podkreślając jego funkcję jako miejsca sprawowania władzy i reprezentacji miasta.
Sala Sesji ozdobiona jest trzema gobelinami autorstwa Guilherme Camarinha, które ukazują historię miasta Porto, jego dziedzictwo oraz tradycje, takie jak Święto św. Jana.

## Znaczenie
Paços do Concelho do Porto jest ostatnim monumentalnym budynkiem granitowym wzniesionym w Portugalii. Jego architektura inspirowana była Operą Paryską oraz pałacami północnej Francji i Flandrii. Budynek stanowi symbol miasta i jego mieszkańców, będąc miejscem uroczystości, sesji rady miejskiej oraz wydarzeń kulturalnych.